# اندرس دو
اندرس دو (بالدنماركية: Anders Due)‏ (17 مارس 1982 في الدنمارك - ) هو لاعب كرة قدم دانمركي في مركز الوسط. شارك مع Denmark League XI ‏. أما مع النوادي، فقد لعب مع فيتيسه آرنهم ونادي أوبه ونادي نوردشيلاند والبورك بولدسبيلكلوب ‏ وNykøbing FC ‏ وفيستزيلند ‏.

## روابط خارجية
- اندرس دو على موقع قاعدة بيانات كرة القدم.إي يو (الإنجليزية)
- اندرس دو على موقع Soccerway.com (الإنجليزية)